# Saint-Cyr-de-Valorges
Saint-Cyr-de-Valorges és un municipi francès situat al departament del Loira i a la regió d'Alvèrnia-Roine-Alps. L'any 2007 tenia 340 habitants.

## Demografia

### Població
El 2007 la població de fet de Saint-Cyr-de-Valorges era de 340 persones. Hi havia 131 famílies de les quals 31 eren unipersonals (4 homes vivint sols i 27 dones vivint soles), 42 parelles sense fills i 58 parelles amb fills.
La població ha evolucionat segons el següent gràfic:
Habitants censats

### Habitatges
El 2007 hi havia 167 habitatges, 131 eren l'habitatge principal de la família, 21 eren segones residències i 16 estaven desocupats. 160 eren cases i 7 eren apartaments. Dels 131 habitatges principals, 107 estaven ocupats pels seus propietaris, 20 estaven llogats i ocupats pels llogaters i 4 estaven cedits a títol gratuït; 1 tenia una cambra, 5 en tenien dues, 13 en tenien tres, 35 en tenien quatre i 77 en tenien cinc o més. 95 habitatges disposaven pel capbaix d'una plaça de pàrquing. A 58 habitatges hi havia un automòbil i a 62 n'hi havia dos o més.

### Piràmide de població
La piràmide de població per edats i sexe el 2009 era:
| Homes | Edats   | Dones |
| ----- | ------- | ----- |
| 0     | 95 o +  | 0     |
| 0     | 90 a 94 | 0     |
| 4     | 85 a 89 | 4     |
| 0     | 80 a 84 | 0     |
| 8     | 75 a 79 | 8     |
| 4     | 70 a 74 | 4     |
| 12    | 65 a 69 | 16    |
| 12    | 60 a 64 | 8     |
| 0     | 55 a 59 | 4     |
| 4     | 50 a 54 | 12    |
| 4     | 45 a 49 | 4     |
| 12    | 40 a 44 | 8     |
| 8     | 35 a 39 | 12    |
| 20    | 30 a 34 | 16    |
| 16    | 25 a 29 | 8     |
| 0     | 20 a 24 | 8     |
| 0     | 15 a 19 | 12    |
| 12    | 10 a 14 | 8     |
| 12    | 5 a 9   | 4     |
| 8     | 0 a 4   | 8     |

## Economia
El 2007 la població en edat de treballar era de 204 persones, 163 eren actives i 41 eren inactives. De les 163 persones actives 152 estaven ocupades (82 homes i 70 dones) i 11 estaven aturades (4 homes i 7 dones). De les 41 persones inactives 17 estaven jubilades, 14 estaven estudiant i 10 estaven classificades com a «altres inactius».

### Ingressos
El 2009 a Saint-Cyr-de-Valorges hi havia 139 unitats fiscals que integraven 361,5 persones, la mediana anual d'ingressos fiscals per persona era de 16.857 €.

### Activitats econòmiques
Dels 7 establiments que hi havia el 2007, 1 era d'una empresa de fabricació d'altres productes industrials, 3 d'empreses de construcció, 1 d'una empresa de comerç i reparació d'automòbils, 1 d'una empresa immobiliària i 1 d'una empresa de serveis.
Dels 4 establiments de servei als particulars que hi havia el 2009, 1 era un taller de reparació d'automòbils i de material agrícola, 1 paleta, 1 lampisteria i 1 electricista.
L'any 2000 a Saint-Cyr-de-Valorges hi havia 18 explotacions agrícoles que ocupaven un total de 576 hectàrees.

## Equipaments sanitaris i escolars
El 2009 hi havia una escola elemental integrada dins d'un grup escolar amb les comunes properes formant una escola dispersa.

## Poblacions més properes
El següent diagrama mostra les poblacions més properes.